# Милан Јањић
Милан Јањић (Врање, 2. септембар 1992) српски је фудбалер који тренутно наступа за Будућност из Добановаца.

## Каријера
Јањић је фудбал почео да тренира у добановачкој Будућности, а затим је три и по године провео у Земуну. После још годину дана у Радничком с Новог Београда, вратио се у матичну Будућност где је дебитовао и за први тим. Касније је наступао у Срему из Јакова, где је био од 2011. до 2014, уз једну полусезону у екипи Жаркова. Затим је поново наступао за Будућност, а дрес тог клуба носио је и у дебитантској сезони у Првој лиги Србије. У међувремену је био члан Бежаније. Лета 2018. године, на позив тренера Срђана Благојевића, прешао је у Инђију. Ту је остао до краја фебруара наредне године, после чега је остварио први инострани трансфер, у казахстански Каспи. Повратком у Инђију дебитовао је и у Суперлиги Србије. Услед теже повреде због које је одсуствовао с терена, током дела сезоне 2024/25. у Београдској зони имао је и улогу помоћника у стручном штабу добановачке Будућности.

## Трофеји, награде и признања

### Екипно
Будућност Добановци
- Српска лига Београд : 2015/16.[13]

- Београдска зона : 2024/25.[12]

### Појединачно
- Најбољи фудбалер на подручју Срема у календарској 2018.[14]